# كازونوري شينوزوكا
كازونوري شينوزوكا (باليابانية: 篠塚和典؛ بالكانا: しのづか かずのり) هو لاعب كرة قاعدة ياباني، ولد في 16 يوليو 1957 في تشوشي في اليابان.

## وصلات خارجية
- كازونوري شينوزوكا على موقع الدوري الياباني لكرة القاعدة (الإنجليزية)
- كازونوري شينوزوكا على موقعبيزبول رفرنس.كوم (الدوري الثانوي) (الإنجليزية)